# Gare d'Offenbach Marktplatz
La gare d'Offenbach Marktplatz (en allemand Bahnhof Offenbach Markplatz) est une gare ferroviaire de la commune allemande d'Offenbach-sur-le-Main (Land de Hesse), ouverte en 1995 sur la ligne souterraine de Mühlberg jusqu'à Offenbach-sur-le-Main.

## La gare
La gare est une des trois gares souterraines situées dans le city tunnel d'Offenbach.